# Vellereophyton
Vellereophyton é um género botânico pertencente à família Asteraceae.